# Bolesław Skąpski (inżynier)
Bolesław Skąpski (ur. 15 lipca 1876, zm. 24 marca 1948) – polski inżynier geometra, mierniczy przysięgły, major rezerwy artylerii Wojska Polskiego.

## Życiorys
Bolesław Skąpski urodził się 15 lipca 1876. Był synem Zygmunta Skąpskiego (1843–1907), powstańca styczniowego, teologa, poborcy podatkowego, urzędnika w Liszkach.
Ukończył studia z tytułem inżyniera. Jako inżynier rządowy i upoważniony geometra cywilny pod koniec 1906 przeniósł kancelarię mierniczą z Rymanowa do Sanoka i od tego czasu prowadził ją przy ulicy Cerkiewnej 123 w domu Schildkrauta. W Sanoku był zaszeregowany w grupie geometrów do robót pomiarowych. Później jako c.k. geometra ewidencyjny w Sanoku urzędował w kamienicy dra Bardacha (zob. Teofil Bardach) przy ulicy Adama Mickiewicza (1910/1911). W charakterze geometry w 1911 był przydzielony do Krakowa. Do 1914 był rządowo upoważnionym cywilnym geometrą w Sanoku. Był członkiem sanockiego gniazda Polskiego Towarzystwa Gimnastycznego „Sokół” (1906). W połowie 1907 przystąpił do oddziału sanockiego C. K. Galicyjskiego Towarzystwa Gospodarskiego. W Sanoku udzielał się w życiu politycznym. Przy C. K. Sądzie Obwodowym w Sanoku został wybrany przysięgłym zastępcą w 1912. Był członkiem zwyczajnym Towarzystwa Upiększania Miasta Sanoka. Reprezentując Sanok w 1912 uczestniczył w VI Zjeździe Techników Polskich w Krakowie.
W C. K. Armii w rezerwie artylerii został mianowany kadetem z dniem 1 stycznia 1898, a potem awansowany na stopień podporucznika z dniem stycznia 1905. Był żołnierzem rezerwy 3 pułku artylerii dywizyjnej w Krakowie od około 1898 do ok. 1905. Następnie w C. K. Obronie Krajowej został zweryfikowany w stopniu podporucznika w grupie nieaktywnych z dniem 1 stycznia 1905. Od około 1905 do ok. 1913 był przydzielony do 18 pułku piechoty Obrony Krajowej w Przemyślu. Od ok. 1913 był podporucznikiem artylerii obrony krajowej w stosunku ewidencji
W szeregach wojsk austriackich uczestniczył w I wojnie światowej. Brał udział w pierwszej (1914) i drugiej (1914/1915) obronie Twierdzy Przemyśl. W artylerii obrony krajowej został awansowany w stosunku ewidencji na stopień porucznika z dniem 1 listopada 1914. Na początku 1915 był komendantem oddziału strzegącego jeńców rosyjskich w Przemyślu. Został wzięty przez Rosjan do niewoli i był osadzony w Taszkencie. Po odzyskaniu wolności odbywał ok. półroczną drogę powrotną do Krakowa przez Chiny, Stany Zjednoczone, Norwegię, Niemcy i Wiedeń. W artylerii obrony krajowej awansowany na stopień kapitana z dniem 1 listopada 1917.
Po odzyskaniu przez Polskę niepodległości został przyjęty do Wojska Polskiego. Został awansowany na stopień majora rezerwy artylerii ze starszeństwem z dniem 1 czerwca 1919. W 1923, 1924 był przydzielony jako oficer rezerwowy do 23 pułku artylerii polowej w garnizonie Będzin. W 1934 jako porucznik rezerwy artylerii był przydzielony do Oficerskiej Kadry Okręgowej nr V jako oficer przewidziany do użycia w czasie wojny i pozostawał wówczas w ewidencji Powiatowej Komendy Uzupełnień Kraków Miasto.
W okresie II Rzeczypospolitej w Krakowie wykonywał zawód mierniczego (geodety) przysięgłego będąc przypisanym do ul. Kremerowskiej 10 (znajdował się na liście mierniczych przysięgłych, przysięgę złożył 21 kwietnia 1923). Był działaczem PSL „Piast”.
Podczas II wojny światowej i trwającej okupacji niemieckiej przebywał w Krakowie. W swoim mieszkaniu ukrywał wówczas Wincentego Witosa.
Zmarł 24 marca 1948 po długiej chorobie. Został pochowany w Wielki Piątek 26 marca 1948 na cmentarzu Rakowickim w Krakowie (kwatera PAS 62-zach-po lewej Spiechowicza).
Jego braćmi stryjecznymi byli Zygmunt Skąpski (1880–1950), inżynier budownictwa dróg, przedsiębiorca budowlany, Władysław Skąpski (1898–1961), działacz PPS, organizator SZP, ZWZ, AK i WiN. Jego żoną była Jadwiga Marciszewska (1880–1939). Mieli córki i synów. Ich dziećmi byli Zbigniew (1903–1985), geodeta, prof. dr Politechniki Krakowskiej, żonaty z Krystyną, córką Włodzimierza Tetmajera, Bolesław (1905–1940), prokurator w Ministerstwie Sprawiedliwości w Warszawie, ofiara zbrodni katyńskiej, Anna (1906-1983), Zofia (1911-1980) i Zdzisław (1919–1974). Wnukiem Bolesława Skąpskiego był Andrzej Sariusz-Skąpski (1937–2010), a prawnuczką jest Izabella Sariusz-Skąpska (ur. 1964).
Podczas I wojny światowej w czasie od marca 1915 do marca 1916 Bolesław Skąpski prowadził pamiętnik, którego zawartość po latach została opublikowana w książce pt. Na Frontach I Wojny Światowej. Pamiętniki Szczepan Pilecki Bolesław Skąpski.

## Ordery i odznaczenia
- Złoty Krzyż Zasługi (28 czerwca 1929)[62]
- Brązowy Medal Zasługi Wojskowej na wstążce Krzyża Zasługi Wojskowej z mieczami (Austro-Węgry, przed 1918)[44]
- Brązowy Medal Jubileuszowy Pamiątkowy dla Sił Zbrojnych i Żandarmerii (Austro-Węgry, przed 1900)[25]